# U.S. Post Office Fairhope
Das U.S. Post Office Fairhope ist eine ehemalige Filiale des United States Postal Service in Fairhope (Alabama).
Das Gebäude wurde 1932 im Stil der Neorenaissance an der Fairhope Avenue errichtet. Ausführender Architekt war Marmaduke Dyson. Derzeit befinden sich in dem Gebäude die Büros des Zeitungsverlages Fairhope Courier. Seit dem 1. Juli 1988 ist es unter der Nr. 88001001 in das National Register of Historic Places eingetragen.